# 爱知工业大学短期大学部
爱知工业大学短期大学部（日语：／ Aichi Kōgyō Daigaku Tanki Daigakubu *）是过去一所位于日本爱知县丰田市的私立短期大学。前身是名古屋电气短期大学（日语：／ Nagoya Denki Tanki Daigaku *）。

## 概要

### 简介
- 学校法人名古屋电气学园经营的短期大学、学校最早可以追溯到1912年即讲习所[注 3]的创立[1]。短期大学为于1954年开办[2]。以后招収男女学生到1976年、停办于1978年[3][2]。「自由」「爱」「正义」为学园训[1]。

### 历史
- 1954年 名古屋电气短期大学成立并同时设置电气科第二部。有65个学生（只男学生）[4]。
- 1955年 第一部成立于电气科[注 2]。
- 1965年 改校名为爱知工业大学短期大学部。
- 1974年 校园迁址至爱知县丰田市从名古屋市千种区[1]。
- 1976年 最后一年招生、次年停止招生（正式停办于1978年8月21日[3]）。

## 学校环境
- 校区：在了爱知县丰田市[注 1]

## 历任校长
- 清水义一：第一代短期大学校长[5]。
- 竹松英夫：最后短期大学校长[6]。

## 组织

### 学科
- 电气科
  - 第一部[注 2]
  - 第二部

### 专科
| - 没有 |

### 业余课程
| - 没有 |

## 相关链接
- 日本短期大学列表